# Solenzo
Solenzo er både en kommune (fransk: commune urbaine) og et departement, der dækker det samme område, i regionen  Boucle du Mouhoun og Banwa-provinsen  i det vestafrikanske land Burkina Faso. Kommunen havde i 2020  163.267  indbyggere fordelt på 30 landsbyer og fire sektorer af hovedstaden, hvilket gør den til en af de ti mest folkerige kommuner i landet.
Solenzo er hovedstaden i provinsen Banwa.